# Rajpur (Siraha)
Rajpur (nepalski: राजपुर) – gaun wikas samiti we wschodniej części Nepalu w strefie Sagarmatha w dystrykcie Siraha. Według nepalskiego spisu powszechnego z 2001 roku liczył on 807 gospodarstw domowych i 4692 mieszkańców (2320 kobiet i 2372 mężczyzn).